# Jabin
Jabin ili al-Jabīn (arapski: القاعدة جبين) je gradić na jemenskoj visoravni na 2400 m visine, udaljen oko 110 km od glavnog grada Sane. Jabin je glavni grad jemenske muhafaze (pokrajine) Raime koja ima od 872.789 stanovnika. Gradić se smjestio na vrhu kamene litice koja dominira nad čitavim krajem, kako u blizini nema nikakvog izvora vode već od srednjeg vijeka su izgrađene dvije javne cisterne; južna i sjeverna. 

## Cisterne
Po usmenoj tradiciji, tvrdi se da su cisterne izgrađene u predislamsko doba. Za jednu se zna da je obnovljena 1674. godine. Južna cisterna smještena je ispod vojne utvrde u kompleksu zgrada Bayt al-Shaykh koje ju okružuju, unutar tog komplesa je i Velika džamija, čiji krov također služi kao kolektor kišnice. Ova cisterna je vremenom napukla i više ne služi svrsi. Nju pokušavaju popraviti stručnjaci s kanadskog fakulteta Ryerson University Toronto. Na južnoj cisterni se nalaze sedam islamskih mističnih natpisa iz 13. i 14. stoljeća koji su trebali osigurati dolazak kiša.
Sjeverna cisterna je potpuno funkcionalna. Obje su cisterne grubo ovalna oblika, imaju nekoliko redova visokih terasa za skupljanje kišnice. Cisterne su premazane qadadom, tradicionalnom jemenskom smjesom od gline i vapna koju stoljećima koriste za zaštitu vanjskih i unutrašnjih fasada, te kao zaštitni premaz za hidroizolaciju.

## Gospodarstvo
Jabin je poljoprivredni kraj i pored toga što se nalazi na visini od 2 400 metara.
Kiše u al Jabinu padaju u proljeće (između ožujka i travnja), te u kasno ljeto (između srpnja i rujna), zatim slijede dugi sušni periodi, zato je voda izuzetno važna i za ljude, životinje i bilje.
U okolici grada nalaze se brojna terasata polja s neobično starim sistemom navodnjavanja - sawaqi (žetva kiše) koji seže čak do 3 tisuljeća pr. Kr. Tako i danas kraj oko al-Jabina uzgaja kavu, žitarice i voće na isti način kao i prije tisuću godina.